# GNOME Users And Developers European Conference

Logo de GUADEC

La GUADEC (GNOME User and Developer European Conference en inglés) es una conferencia europea de periodicidad anual centrada en el desarrollo y promoción del entorno de escritorio GNOME. 
La primera GUADEC fue organizada por Mathieu Lacage como un acto puntual y atrajo alrededor de 70 colaboradores de GNOME. Fue la primera vez que muchos de ellos se conocieron en persona y, como se consideró todo un éxito, se decidió darle una continuidad anual en diferentes ubicaciones alrededor de Europa. Desde entonces ha sido organizada por iniciativas locales. La participación se ha quintuplicado desde la primera conferencia y desde el 2001 también ha sido posible seguir las charlas en tiempo real a través de Internet.
En 2020 será la primera vez que GUADEC se realiza fuera del continente europeo.

## Lugares de acogida
- 2000: París, Francia
- 2001: Copenhague, Dinamarca
- 2002: Sevilla, España
- 2003: Dublín, Irlanda
- 2004: Kristiansand, Noruega
- 2005: Stuttgart, Alemania
- 2006: Villanueva y Geltrú, España
- 2007: Birmingham, Inglaterra
- 2008: Estambul, Turquía
- 2009: Gran Canaria, España
- 2010: La Haya, Holanda
- 2011: Berlín, Alemania
- 2012: La Coruña, España
- 2013: Brno, República Checa
- 2014: Estrasburgo, Francia
- 2015: Gothenburg, Suecia
- 2016: Karlsruhe, Alemania
- 2017: Mánchester, Inglaterra
- 2018: Almería, España
- 2019: Salónica, Grecia
- 2020: Zacatecas, México